# Pré-majorité
La pré-majorité est un statut intermédiaire entre minorité et majorité qui a pour fonction de s'adapter aux adolescents, en évitant un effet de seuil avec les droits qui apparaissent brusquement à 18 ans.
La pré-majorité existe sous des formes variées dans plusieurs pays européens, elle est souvent placée à 16 ans et associée au droit de vote aux élections locales (Autriche, quelques cantons suisses allémaniques dont le Glaris, quelques lander allemands ; en dehors de l'Europe, on cite le Brésil). En Angleterre, c'est par exemple le choix de l'orientation scolaire indépendamment des parents (et le cas particulier de l'Écosse avec la majorité pleine à 16 ans sauf le droit de vote). Dans la plupart des pays européens, une majorité religieuse est reconnue aux adolescents : 14 ans en Allemagne,, 12 ans en Angleterre ,. En Allemagne, le statut de pré-majorité date d'un grand mouvement historique de la jeunesse, le Jugendbewegung, ayant obtenu des réformes législatives sous la République de Weimar. L'absence totale de mouvement de ce type en France, non contrôlé par les adultes, explique probablement son retard d'un siècle sur ces questions.
La France n'a, en effet, pas encore adopté le système de la pré-majorité. L'émancipation s'en approche le plus mais ce dispositif ne peut même être demandé par le jeune et passe par une démarche lourde auprès d'un juge qui les distribue au compte-goutte.
Quelques projets existent toutefois en France et c'était une promesse du candidat Nicolas Sarkozy en 2007. Toutefois, à partir de 2011, il sera possible en France à un mineur de 16 ans de créer une entreprise ; cette mesure - qui déjà nécessite la signature des deux parents - ne peut à elle seule être assimilée à un mécanisme de pré-majorité, car celui-ci se définit par une réflexion d'ensemble et cohérente sur le statut de l'adolescent. En particulier, dans les pays où elle est appliquée, les jeunes gens peuvent choisir eux-mêmes leur orientation scolaire (en France, seuls les parents y sont habilités)  et ont le droit au respect de leur correspondance (en France, les parents peuvent ouvrir le courrier de leurs enfants mineurs) .
Dans le même registre, la loi du 28 juillet 2011, instaurant une "pré-majorité associative" s'est avéré un recul : les députés UMP ont introduit une limite à 16 ans ainsi que, pour diriger une association, une autorisation parentale qui n'existait pas avant. 
Mais cette disposition du droit associatif a été modifié par la loi relative à l'égalité et à la citoyenneté du 27 janvier 2017. Celle-ci a ouvert la possibilité pour tout mineur de créer ou de gérer une association. Seuls les mineurs de moins de 16 ans devront se soumettre à cette autorisation parentale. Les mineurs entre 16 et 18 ans pourront, sans autorisation préalable, créer ou administrer une association soumise à la loi de 1901. 
Une situation similaire existe en Italie (où le lycéen de 17 ans ne peut même pas retirer lui-même son diplôme de fin d'études secondaires), probablement sous un effet du droit romain comparable à celui qu'il exerce en France.